# Fusée postale

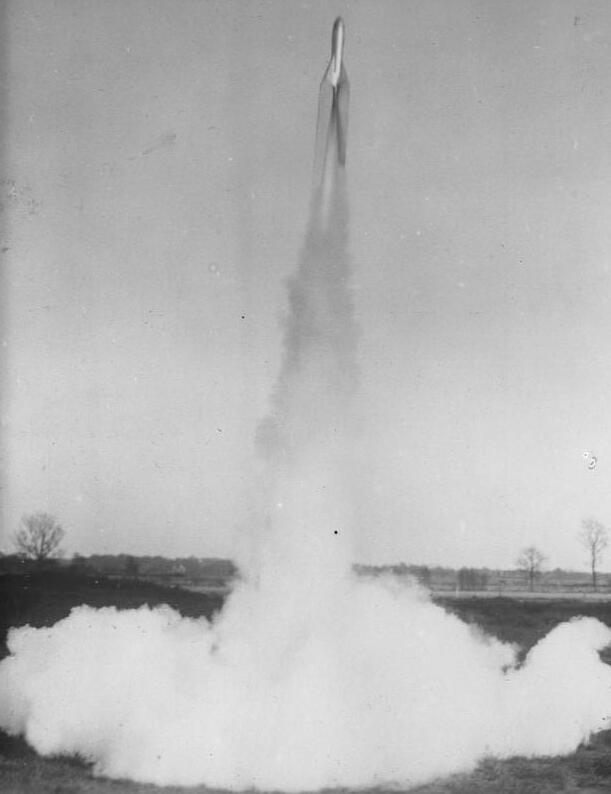
En 1931 à Osnabrück, premier essai de fusée postale en Allemagne. Il s'agit probablement du premier essai au monde.

La fusée postale est un moyen d'acheminement de courrier par fusée ou missile. Le principe consiste à lancer une fusée dont le fuselage contient du courrier, celle-ci atterrit sans dommage grâce à un parachute à une destination donnée. Les fusées postales ont été expérimentées, avec plus ou moins de succès, dans de nombreux pays. Les deux principaux défauts de ce mode de transport sont le coût matériel élevé et les nombreux échecs.

## Gerhard Zucker
L'Allemand Gerhard Zucker tenta dans les années 1930 de mettre au point ce procédé au moyen de fusées proches des fusées pyrotechniques. Entre 1931 et 1933, il parcourut l'Allemagne, présentant ses fusées et affirmant leur efficacité.
Il s'expatria ensuite au Royaume-Uni où il tenta de convaincre les services postaux nationaux (à cette époque la General Post Office) que l'acheminement de courrier par fusée était possible. Le 31 juillet 1934 une fusée fut lancée de l'île de Harris (Écosse) vers l'île de Scarp. Mille-deux-cents enveloppes empaquetées et ficelées autour du fuselage de 1,07 m de long et 18 cm de diamètre devaient accomplir ce voyage de 1600 mètres. Cependant la fusée explosa et la majeure partie de sa cargaison fut détruite.

## Stephen Smith
Stephen Smith, secrétaire à la compagnie aéropostale indienne et amateur de fusées, décida de combiner son travail et sa passion : Les 30 septembre 1934 il effectua son premier vol d'essai. Le 4 décembre il en avait 270 autres à son actif dont 80 contenaient du courrier. Il fut notamment le premier à acheminer du courrier par fusée au-delà d'une rivière et le premier à envoyer un paquet par fusée.
En 1992, le gouvernement indien édita un timbre à l'occasion du centenaire de la naissance du « pionnier de la fusée postale en Inde »,.

## United States Postal Service

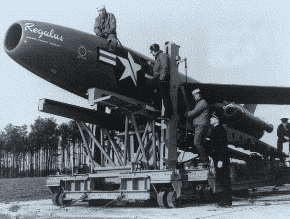
Le missile de croisière SSM-N-8 Regulus est une fusée qui a été utilisé pour une tentative de livraison du courrier.

La première tentative réussie d'acheminement de courrier par fusée aux États-Unis eut lieu le 23 février 1936. Deux fusées furent lancées d'une rive du lac Greenwood (côté New Jersey) et atterrirent sur l'autre (côté État de New York), environ 300 mètres plus loin,.
En 1959, le sous-marin USS Barbero collabora avec les services postaux à rechercher des moyens plus rapides et plus efficaces de transport du courrier en effectuant l'unique acheminement de courrier par missile de l'histoire. Le 8 juin, il tira un missile Regulus dont la tête nucléaire avait été remplacée par deux conteneurs officiels des services postaux.
Un bureau de poste officiel fut établi à bord du Barbero, les services postaux lui délivrèrent environ 3000 courriers avant son départ de Norfolk (Virginie). Le courrier était entièrement composé de plis commémoratifs à l'intention du président Eisenhower, d'autres fonctionnaires gouvernementaux, de membres de l'Union postale universelle, etc. Ils contenaient des lettres provenant de directeur de l'USPS, Arthur E. Summerfield, étaient affranchis de timbres à 4 ou 8 cents qui furent tamponnées "USS Barbero Jun 8 9.30am 1959" avant le départ du bâtiment.
Après un vol de 22 minutes, le missile atterrit avec succès à la base navale de Mayport, en Floride, et fut ouvert. Sa cargaison fut transmise au bureau de poste de Jacksonville, Floride pour tri et routage vers les destinataires.
Durant l'atterrissage, Summerfield déclara : « Cet emploi pacifique d'un missile guidé pour l'important et concret dessein qu'est le transport du courrier, est la première utilisation officielle connue d'un missile par les services postaux d'une nation ». Summerfield proclama que l'événement était « d'une importance historique pour les peuples du monde entier » et augura qu'« avant que l'homme atteigne la Lune, le courrier sera délivré en quelques heures de New York en Californie, en Grande-Bretagne, en Inde ou en Australie par des missiles guidés. Nous entrons dans l'ère des missiles postaux ».

## Essais français
Le CNET mena, en 1962, des essais sur la base de Lannion, avec l'engin LATE 110, réalisé par la société Latécoère. L'engin avait un longueur de 7 m et une envergure de 3 m environ. La charge utile était de 50 kg pour une portée de 300 km. Propulsé par un turboréacteur Marborée II de 250 kg de poussée, l'engin était suivi par un ensemble de localisation Cotal.

## Essais russes
Après la guerre froide, la Russie fit quelques essais de fusées postales en mer d'Okhotsk, depuis des sous-marins nucléaires, vers la Russie occidentale. Elle utilisa d'anciens missiles nucléaires.

## Vecteurs réutilisables
D'aucuns[Qui ?] pensent que le principe de la fusée postale pourrait devenir commercialement viable en tant que service de livraison très haut de gamme, particulièrement avec la mise au point de vecteurs entièrement réutilisables (SSTO). Cette technologie permettrait d'acheminer un paquet n'importe où dans le monde en 30 à 45 minutes. Cette idée a été suggérée par l'ingénieur aérospatial Robert Zubrin, fondateur de la Mars Society. Elle était l'application commerciale initialement prévue par la société Pioneer Rocketplane (désormais Rocketplane Limited, Inc.), cofondée par Zubrin. Il quitta par la suite la société qui s'est à présent[Quand ?] focalisée sur un objectif plus conventionnel de tourisme spatial. Le potentiel de la livraison par vecteur réutilisable est abordé dans le livre de Zubrin, Entering Space.
Le 3 décembre 2005, XCOR Aerospace fit la première démonstration du EZ-Rocket, un Rutan Long-EZ modifié (le moteur a notamment été remplacé par un moteur-fusée), qui effectua un vol d'essai de Mojave à California City. Le pilote d'essai Dick Rutan mit 9 minutes à délivrer du courrier du bureau de poste de Mojave à California City, réalisant ainsi la première distribution de courrier par un avion-fusée avec pilote.

## Inspirations
Les fusées postales ont inspiré certains auteurs de bandes dessinées, tel Roger Leloup pour sa série Yoko Tsuno. Dans l'histoire Cap 351 de l'album Aventures électroniques, l'héroïne participe à des essais de fusée postale entre l'Allemagne et l'Autriche.